# Necromania
Pour plus de détails, voir Fiche technique et Distribution.
Necromania (parfois sous-titré A Tale of Weird Love) est un film pornographique américain réalisé par Ed Wood, sorti en 1971. Ce film est une adaptation du roman d'Ed Wood The Only House.

## Synopsis
Un couple, Danny et Shirley, rend visite à Madame Heles, nécromancienne pour trouver une solution au problème de Danny en faisant appel à la sorcellerie.

## Fiche technique
- Titre : Necromania
- Réalisation : Ed Wood
- Scénario : Ed Wood
- Production : Ed Wood
- Photographie : Ted Gorley et Hal Guthu
- Montage : Ed Wood
- Son : George Malley
- Pays :  États-Unis
- Durée : 51 minutes
- Date de sortie : 1971

## Distribution
- Maria Arnold : Madame Heles
- Rene Bond : Shirley
- Ric Lutze : Danny
- Ed Wood

## Autour du film
Bien que le film soit considéré comme perdu depuis des années, il refait surface dans une version de Mike Vraney dans les années 1980, et re-sort en DVD en 2005.